# Eclissi solare del 22 settembre 2052
L'Eclissi solare del 22 settembre 2052, di tipo anulare, è un evento astronomico che avrà luogo il suddetto giorno attorno alle ore 23:39 UTC.
L'eclissi avrà un'ampiezza massima di 206 chilometri e una durata di 2 minuti e 51 secondi.

## Eclissi correlate

### Eclissi solari 2051 - 2054
Questa eclissi è un membro di una serie semestrale. Un'eclissi in una serie semestrale di eclissi solari si ripete approssimativamente ogni 177 giorni e 4 ore (un semestre) in nodi alternati dell'orbita della Luna.

### Ciclo di Saros 135
L'evento fa parte del ciclo di Saros 135, che si ripete ogni 18 anni, 11 giorni, contenente 71 eventi. La serie è iniziata con un'eclissi solare parziale il 5 luglio 1331. Contiene eclissi anulari dal 21 ottobre 1511 al 24 febbraio 2305, eclissi ibride l'8 marzo 2323 e il 18 marzo 2341 ed eclissi totali dal 29 marzo 2359 fino a al 22 maggio 2449. La serie termina al membro 71 con un'eclissi parziale il 17 agosto 2593. La durata più lunga della totalità sarà di 2 minuti e 27 secondi il 12 maggio 2431.